# Aetita
Aetita é uma variedade de peróxido hidratado de ferro, vulgarmente conhecida por pedra-de-águia. Encontra-se em massas globulosas de dimensões semelhantes a um ovo.